# Ефіопія на літніх Олімпійських іграх 2020
Ефіопію на літніх Олімпійських іграх 2020 представляли тридцять вісім спортсменів у чотирьох видах спорту.

## Спортсмени
| Вид спорту     | Чоловіки | Жінки | Загалом |
| -------------- | -------- | ----- | ------- |
| Легка атлетика | 16       | 19    | 35      |
| Велоспорт      | 0        | 1     | 1       |
| Плавання       | 1        | 0     | 1       |
| Тхеквондо      | 1        | 0     | 1       |
| Загалом        | 18       | 20    | 38      |